# Pfennig-Gallwespe

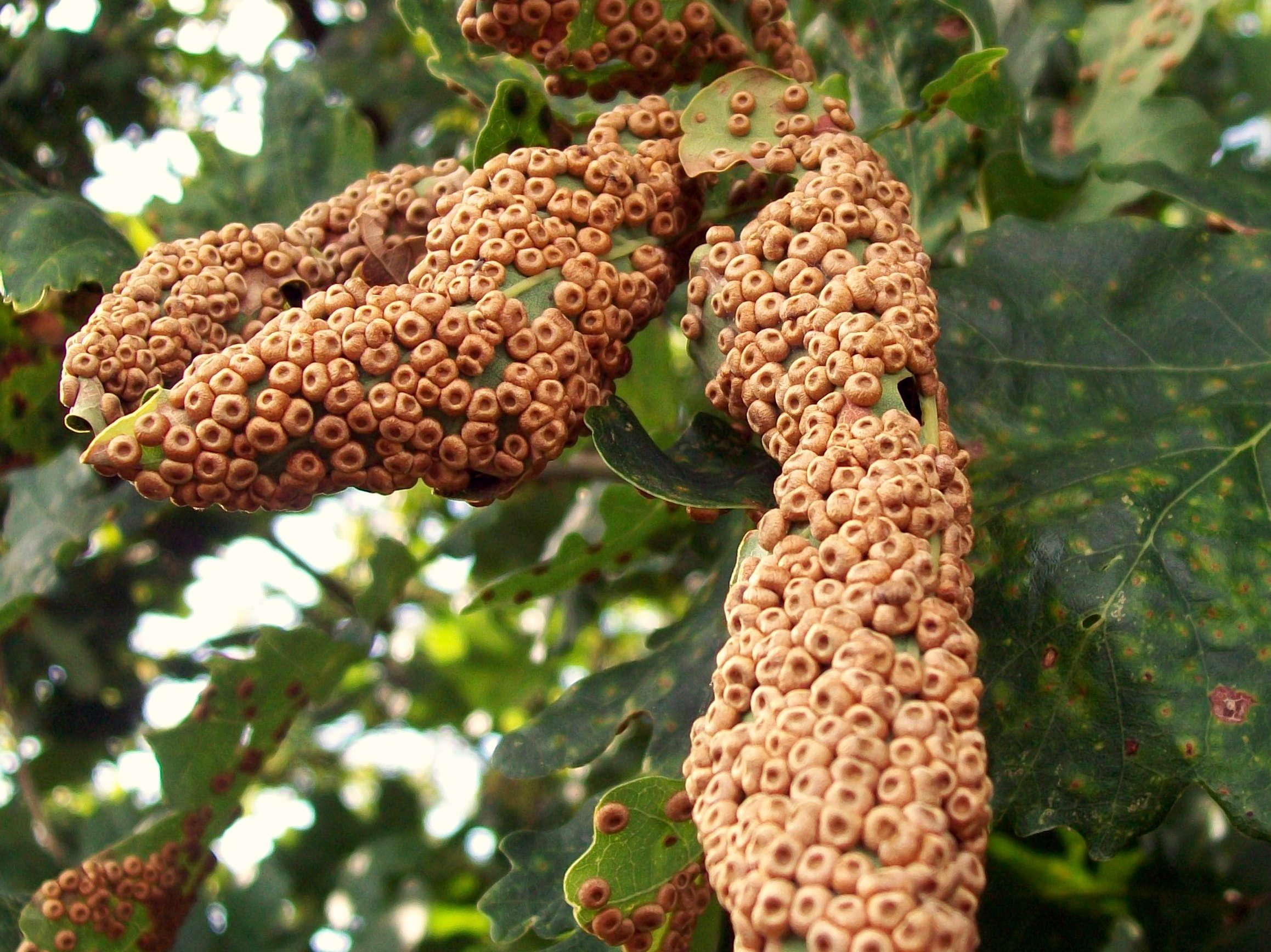
Massenauftreten von Gallen

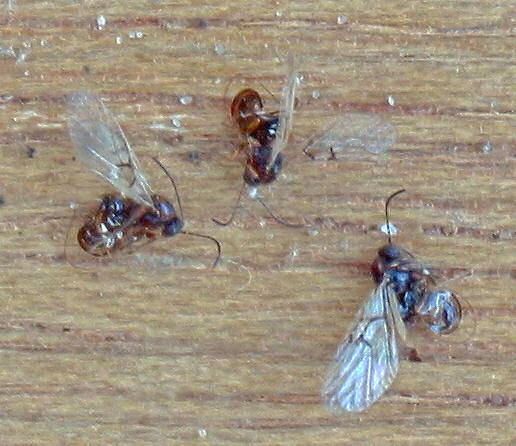
Erwachsene Wespen der sehr ähnlichen Art Neuroterus albipes

Die Pfennig-Gallwespe (Neuroterus numismalis), auch Seidenknopf-Gallwespe genannt, ist eine Art der Gallwespen (Cynipidae). Sie lebt in Europa und entwickelt sich wie die meisten Gallwespen an Eichen, wobei sie typische Gallen an der Unterseite der Eichenblätter bildet. In ihrem Lebenszyklus gibt es zwei unterschiedliche Generationen, deren Gallen sich stark voneinander unterscheiden.

## Merkmale
Die Weibchen der zweigeschlechtlichen Generation sind überwiegend braun gefärbt und etwa 1,8–2,4 mm lang. Die Männchen sind geringfügig kleiner. Beide Geschlechter sind geflügelt, ihre Flügel sind transparent. Die Weibchen der ungeschlechtlichen Generation werden etwa 2,5 mm lang. Ihr Kopf ist schwarz, die Augen hellbraun.
Die Gallen der zweigeschlechtlichen Generation sind bräunlich glänzende Seidenknopfgallen, die 2–3 mm breit werden und sich an der Unterseite von Eichenblättern befinden, oft zu Hunderten, manchmal sogar mit über Tausend Gallen pro Blatt. Oberseits sind sie mit feinen, goldenen Härchen besetzt. Die Pustelgallen der ungeschlechtlichen Generation sind etwa 3 mm im Durchmesser und grün oder grau gefärbt. Sie sind scheibenförmig bis schildartig geformt, relativ flach und vom Zentrum ausgehend verlaufen helle Linien nach außen. Mit ihrer Färbung und Zeichnung sind sie gut an den Blättern getarnt. Gallen beider Generationen enthalten stets nur eine Larve.

## Verbreitung und Lebensraum
Die Art ist in großen Teilen Europas verbreitet. Im Norden reicht das Verbreitungsgebiet bis nach Schottland sowie in den Süden der skandinavischen Länder Norwegen, Schweden und Finnland. Im Westen schließt das Verbreitungsareal Irland, die Iberische Halbinsel und Frankreich ein. Die südlichsten Vorkommen liegen im Süden von Portugal, in Mittelitalien und auf Sardinien. Im Südosten besiedelt die Art die Balkanhalbinsel und kommt dabei im äußersten Westen der Türkei auch in Asien vor. Im Nordosten reicht das Verbreitungsgebiet bis nach Russland und in den Kaukasus.
Da die Art an das Vorkommen von Eichen gebunden ist, bewohnt sie Lebensräume mit größeren Eichen-Vorkommen, bevorzugt Eichenwälder und Eichen-Mischwälder. Eichenarten, an denen Gallen gefunden wurden, beinhalten die heimischen Arten Stieleiche, Traubeneiche und Flaumeiche sowie die südeuropäischen Arten Zerreiche, Ungarische Eiche, Gall-Eiche, Persische Eiche, Pyrenäen-Eiche und Kork-Eiche, außerdem die aus Nordamerika eingeführte, auch in Deutschland angepflanzte Roteiche.

## Lebensweise
Die Gallwespen weisen in ihrem Lebenszyklus einen Generationswechsel auf. Zwischen Februar und April schlüpfen die adulten Gallwespen der zweigeschlechtlichen, sexuellen Generation. Ihre Larven produzieren die ab Mai auftretenden grünen Pustelgallen. Aus diesen schlüpfen im Sommer die adulten Gallwespen der eingeschlechtlichen, sich parthenogenetisch vermehrenden Generation. Deren Larven erzeugen ab August bis September die pfennigartigen Seidenknopf-Gallen. Diese fallen im Spätherbst mit den Blättern zu Boden, wo die Larven in den Gallen überwintern.

## Taxonomie
Das Basionym der Art lautet Cynips numismalis Fourcroy, 1785. Der wissenschaftlich akzeptierte Artname lautet Neuroterus numismalis. In der Literatur findet sich eine Reihe an Synonymen. Diese beinhalten  Cynips quercustiarae Curtis 1843, Cynips vesicatrix Schlechtendal 1870, Neuroterus brunneus Dettmer 1925, Neuroterus defectus Hartig 1840, Neuroterus nigricornis Schenck 1863, Neuroterus numismatis Olivier 1790, Neuroterus reaumurii Hartig 1840, Neuroterus vesicator Hieronymus 1890 sowie Neuroterus vesicatrix Schlechtendal 1870.